# Hiroo Kanamori
Hiroo Kanamori (金森 博雄, Kanamori Hiroo, 17 de outubro de 1936) é um sismólogo japonês que fez contribuições fundamentais para a compreensão da física dos terremotos e dos processos tectônicos que os causam.

## Carreira
Kanamori e o sismólogo americano Thomas C. Hanks desenvolveram a escala de magnitude de momento que substituiu a escala de magnitude Richter como medida da força relativa dos terremotos.
Kanamori inventou o método para calcular a distribuição de deslizamento no plano de falha por forma de onda telessísmica com Masayuki Kikuchi. Além disso, eles estudaram sismologia em tempo real.
Em 2007, foi agraciado com o Prêmio Kyoto em Ciências Básicas.
Kanamori desenvolveu um novo método de detecção de alerta precoce de terremoto por análise rápida da onda P por uma rede robusta. O algoritmo está atualmente sendo testado com o sistema de alerta antecipado de terremoto (EEW) da Southern California Seismic Network "ShakeAlert" e é um dos três algoritmos usados pelo sistema.

## Publicações selecionadas
- Kanamori, H. (1977). «The energy release in great earthquakes» (PDF). J. Geophys. Res. 82 (20): 2981–2987. Bibcode:1977JGR....82.2981K. doi:10.1029/JB082i020p02981
- S. Uyeda; H. Kanamori (1979). «Back-arc opening and the mode of subduction» (PDF). Journal of Geophysical Research. 84 (B3): 1049–1061. Bibcode:1979JGR....84.1049U. doi:10.1029/JB084iB03p01049. Cópia arquivada (PDF) em 14 de junho de 2011
- Hanks, Thomas C.; Kanamori, Hiroo (1979). «Moment magnitude scale» (PDF). Journal of Geophysical Research. 84 (B5): 2348–2350. Bibcode:1979JGR....84.2348H. doi:10.1029/JB084iB05p02348
- L. Ruff; H. Kanamori (1980). «Seismicity and the subduction process» (PDF). Phys. Earth Planet. Inter. 23 (3): 240–252. Bibcode:1980PEPI...23..240R. doi:10.1016/0031-9201(80)90117-X. Cópia arquivada (PDF) em 23 de julho de 2010
- Kikuchi, M.; Kanamori, H. (1982). «Inversion of complex body waves» (PDF). Bull. Seismol. Soc. Am. 72: 491–506. Cópia arquivada (PDF) em 23 de julho de 2010
- Vassiliou, Marius; Kanamori, Hiroo (1982). «The Energy Release in Earthquakes» (PDF). Bull. Seismol. Soc. Am. 72: 371–387. Cópia arquivada (PDF) em 23 de julho de 2010
- Kanamori, H.; Hauksson, E.; Heaton, T. (1997). «Real-time seismology and earthquake hazard mitigation» (PDF). Nature. 390 (6659): 461–464. Bibcode:1997Natur.390..461K. doi:10.1038/37280. Cópia arquivada (PDF) em 14 de junho de 2011
- Allen, R.M.; H. Kanamori (2001). «Rapid determination of event source parameters in southern California for earthquake early warning». AGU 2001 Fall Meeting. 2001: S11B–0556. Bibcode:2001AGUFM.S11B0556A
- Allen RM, Kanamori H (2 de maio de 2003). «The potential for earthquake early warning in southern California» (PDF). Science. 300 (5620): 786–9. Bibcode:2003Sci...300..786A. PMID 12730599. doi:10.1126/science.1080912. Cópia arquivada (PDF) em 4 de junho de 2010
- Zollo A, Amoroso O, Lancieri M, Wu Y, Kanamori H (24 de julho de 2010). «A threshold-based earthquake early warning using dense accelerometer networks». Geophysical Journal International. 183 (2): 963–974. Bibcode:2010GeoJI.183..963Z. doi:10.1111/j.1365-246X.2010.04765.x